# デルタ (万年筆)
DELTA（デルタ）は、イタリアのカンパニア州カゼルタ県パレーテに嘗て存在した万年筆メーカー。2018年2月を以って廃業。詳細は後述にて記すが、廃業状態のまま製品の製造を再開しているという複雑な経緯を持つ企業でもある。

## 概要
アウロラ・オマス・モンテグラッパ・ヴィスコンティ・マイオーラなどと共にイタリアを代表する万年筆メーカーである。
創業は1982年であり、万年筆メーカーとしては比較的歴史が浅いが、色調豊かなデザインが人気を博し急成長を遂げた。1994年にはナポリで開催された主要国首脳会議（サミット）にて調印用の公式筆記具に採用された。
日本では、創業当時からダイヤモンド株式会社が国内輸入総代理店を引き受けていた。
2017年7月より長期休業に入ることを発表し、休業状態が続いていたが、2018年2月27日に公式サイトにおいて廃業を発表した。
廃業した2018年の内に、創業者の1人であるチロ・マトローネの息子で、自身もデルタ製品の制作に関わっていたサルバトーレ・マトローネによってカゼルタの地に事実上の後継メーカーである「レオナルド・オフィチーナ・イタリアーナ」が創業される。
このような経緯もあり、レオナルド・オフィチーナ・イタリアーナの製品はデルタ製品に酷似しているが、同社は“デルタの後継メーカーではない”というスタンスを取っている。デルタ製品の修理依頼についても、部品が適合する一部の製品を除き、原則として受け付けていない。
なお、創業者の1人であるニノ・マリノがデルタ以前に「マイオーラ」を創業しているため、レオナルドよりもマイオーラの方が系統的な繋がりが深く、ブランド名のフォントや製品の色調デザインもデルタに酷似している。

## 沿革
以下には主な出来事を記す。
- 1970年代 - 後にデルタの共同創業者の1人となるニノ・マリノによってナポリの地に万年筆ブランド「マイオーラ」が創業される
- 1982年 - チロ・マトローネらによって南イタリア・パレーテの地で「デルタ」が創業される
- 1994年 - ナポリで開かれた主要国首脳会議で調印用公式筆記具に採用される
- 2017年7月 - 長期休業に入ることを発表[3]
- 2018年2月27日 - 公式サイトにおいて2月をもって廃業したことを発表[3]
- 2018年 - サルバトーレ・マトローネによって事実上の後継メーカー「レオナルド・オフィチーナ・イタリアーナ[4]」が創業[注 1][注 2]される
  - 輸入総代理店はデルタ時代に引き続き、ダイヤモンド社が全面的に担当
- 2022年 - デルタの共同創業者の内の1人で、マイオーラの創業者でもあるニノ・マリノによってデルタの復活が宣言され、『Delta Anniversary 1982-2022 "39+1"』が世界限定399本で発売される[5]
- 2022年12月 - 『ドルチェビータ』シリーズの一部が復活
  - 以降、組織としては廃業の状態のまま嘗ての創業者たちが「デルタ」名義で断続的に新作を制作・発表している

## 主な展開ブランド
VINTAGE COLLECTION
カートリッジ専用の万年筆で、日本では少なくとも8色以上を発表。
DOLCEVITA シリーズ
デルタを代表するシリーズで、オレンジ色の軸に黒色のペンキャップが特徴（一部を除く）。
ブランドとしては「MASTERPIECE COLLECTION。」「ORO SLIM」「PISTON FILLING」「PAPILLON」「MEDIUM ORIGINAL」「SLIM」「MINI」などの展開が確認されている。
レギュラー品から単体の限定品まで多岐に亘り、仕様にも大きな幅がある。
ITALIANA
カートリッジとコンバータのどちらでも使用可能な両用式で、日本では主に4色を展開。
グレード的には「VINTAGE COLLECTION」の上位ブランドにあたる。
Compagno
イタリアのファッションブランドであるオロビアンコ・ル・ニークとのコラボレーションによる万年筆。
レギュラー品ではなく、限定万年筆であるが、グレードとしてはVINTAGE COLLECTIONと同格ブランドにあたる。
その他、民族・地域・人物・出来事などを記念する限定万年筆を中心に、多岐に亘る製品を展開した。